# Oligophlebodes sigma
Oligophlebodes sigma är en nattsländeart som beskrevs av Milne 1935. Oligophlebodes sigma ingår i släktet Oligophlebodes och familjen Uenoidae. Inga underarter finns listade i Catalogue of Life.